# Bolobo (chant)
Le Bolobo est le chant de pêche du peuple Bassa.